# Barotac Viejo

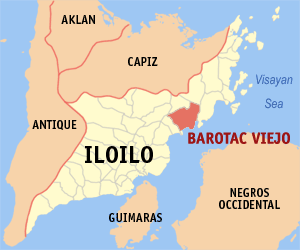
Bản đồ Iloilo với vị trí của Barotac Viejo

Barotac Viejo là một đô thị hạng 4 ở tỉnh Iloilo, Philippines. Theo điều tra dân số năm 2000 của Philipin, đô thị này có dân số 36.314 người trong 6.979 hộ.

## Các đơn vị hành chính
Barotac Viejo được chia ra 26 barangay.
| - Bugnay - California - Del Pilar - De la Peña - General Luna - La Fortuna - Lipata - Natividad - Nueva Invencion | - Nueva Sevilla - Poblacion - Puerto Princesa - Rizal - San Antonio - San Fernando - San Francisco - San Geronimo - San Juan | - San Lucas - San Miguel - San Roque - Santiago - Santo Domingo - Santo Tomas - Ugasan - Vista Alegre |